# Charles Girault

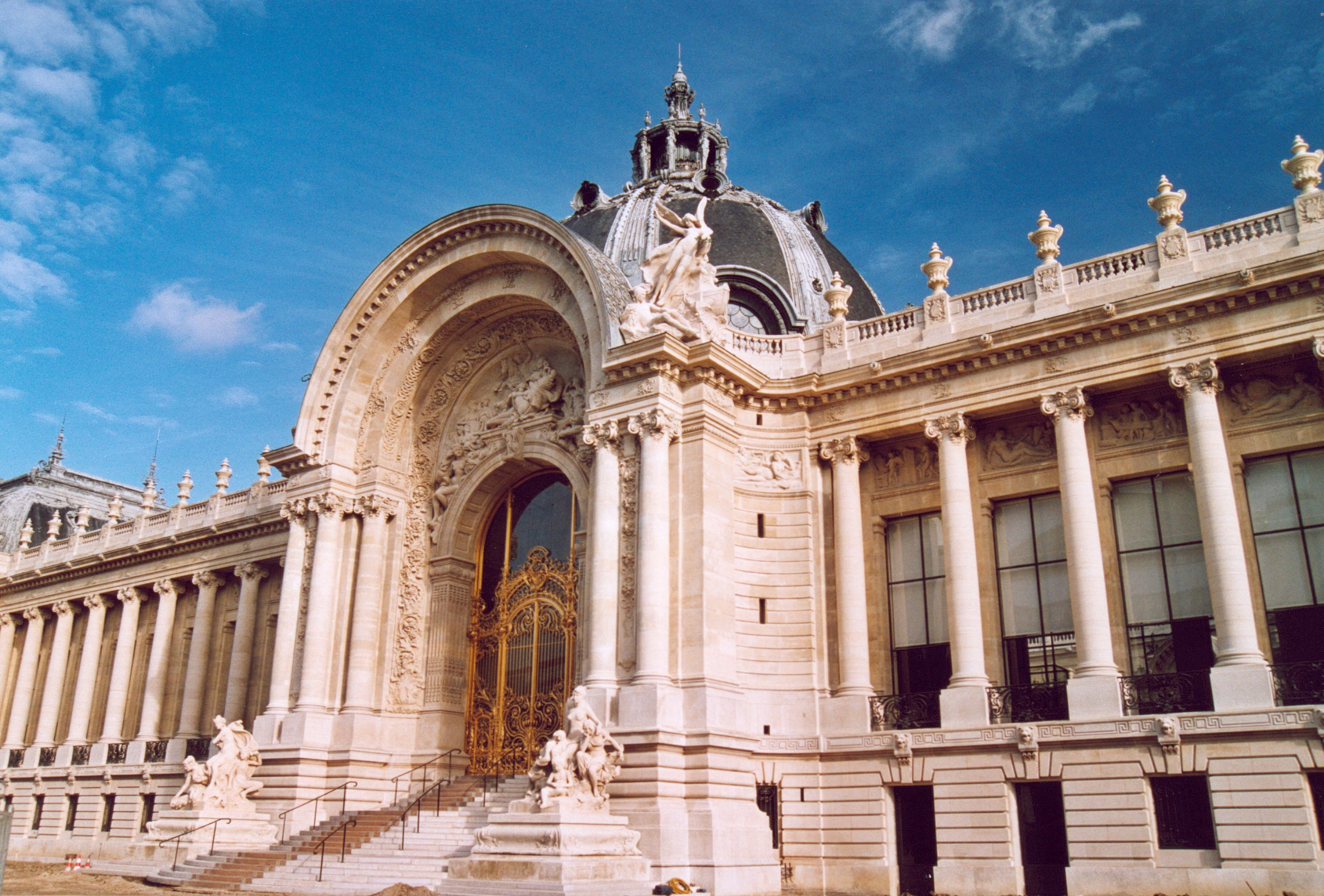
Der Petit Palais in Paris, Werk von Charles Girault

Charles Louis Girault (* 27. Dezember 1851 in Cosne-Cours-sur-Loire; † 26. Dezember 1932 in Paris) war ein französischer Architekt.
Er wurde 1880 mit dem Prix de Rome ausgestattet und ging nach Italien. Dort restaurierte er unter anderem die Villa Adriana.
Nach seiner Rückkehr nach Frankreich gewann er den Wettbewerb zur Planung des Petit Palais. Er übernahm auch die Bauleitung des Grand Palais, obwohl er nicht Autor der Pläne dafür war.
Nach der Weltausstellung von 1900 wurde er von König Leopold II. nach Brüssel geholt, wo er Schloss Laken, das Königliche Zentralafrika-Museum und den Triumphbogen für die 50-jährige Unabhängigkeit Belgiens baute. 
Zu seinen bedeutendsten Werken gehören auch die Gestaltung des Grabes von Louis Pasteur oder der Palacio Taranco in Montevideo.
1902 wurde Girault Mitglied der Académie des Beaux-Arts und 1912 der Académie royale des Sciences, des Lettres et des Beaux-Arts de Belgique.